# Giustizia (Giotto)
La Giustizia (Iustitia) è un affresco (120x60 cm) di Giotto, databile al 1306 circa e facente parte del ciclo della Cappella degli Scrovegni a Padova.

## Storia
Le serie delle Virtù (parete destra) e dei Vizi (parete sinistra) decorano la fascia inferiore delle pareti, situate in corrispondenza delle fasce ornamentali a sinistra e in posizione sfasata rispetto alle scene figurate a destra, per via della presenza delle finestre. Precise rispondenze collegano le scene opposte nelle pareti e in generale simboleggiano, per chi entra nella cappella, il percorso nella vita reale verso la beatitudine, aiutati dalle Virtù contro i pericoli dei vizi.
La critica ottocentesca (ripresa poi da Gnudi) relegò un po' superficialmente queste raffigurazioni a monocromo tra i lavori eseguiti dalla bottega, mentre la critica successiva (da Marangoni in poi, 1942) ha riconosciuto un contributo più sostanziale del maestro, arrivando a stabilire una quasi sicura autografia per le migliori del ciclo. In ogni caso si tratta di lavori di notevole qualità, come dimostra la fine cura del dettaglio. Salvini ne lodò l'immediatezza e la riflessione psicologica che anima le figure e la loro scelta.
Ogni raffigurazione ha il nome in latino in alto e in basso conteneva una dicitura esplicativa (sempre in latino), oggi quasi sempre illeggibile.
La scelta di rappresentare figure a monocromo tra specchiature marmoree, come finti bassorilievi, ebbe una formidabile eco nell'arte, che si propagò ancora nel Rinascimento, dagli sportelli esterni dei polittici fiamminghi alle Stanze di Raffaello, dalla Camera della Badessa di Correggio alle finte statue della Galleria Farnese.

## Descrizione e stile
La Giustizia è l'unica Virtù in trono, perché per Aristotele non era semplicemente una delle virtù ma la Virtù per eccellenza, da cui discendono tutte le altre. È raffigurata come una solenne figura femminile coronata e seduta su un trono, che nella forma traforata delle cuspidi sui braccioli e nella prospettiva intuitiva della rappresentazione costituisce un'anticipazione della Maestà di Ognissanti. Nelle mani regge i due piatti di una bilancia in cui si trovano a destra un angelo con la spada sguainata in atto di colpire dei malfattori e a sinistra un altro angelo che incorona invece un uomo seduto ad un banco (quasi illeggibile). Sono simboli dei due rami della giustizia secondo Aristotele: la giustizia distributiva e la giustizia commutativa; la prima regola i rapporti pubblici (distribuzione di onori e pubbliche ricchezze), l'altra i rapporti privati, tra cui le punizioni dei reati (scambio di cose).
Alla base si trova un fregio in cui sono rappresentate scene di caccia col falcone, di danza e pellegrini o mercanti in viaggio, simboleggianti i piaceri e i vantaggi della vita che l'uomo può concedersi in una società ordinata e ben governata. 
Sull'altro lato è accoppiata con l'Ingiustizia, che presenta un analogo fregio alla base con dei mercanti derubati da briganti. La coppia costituisce quindi un'anticipazione in piccolo, nel tema e nello svolgimento, dell'Allegoria del Buon Governo di Ambrogio Lorenzetti nel Palazzo Pubblico di Siena.